# Baro (Nigèria)
Baro és una ciutat al centre de Nigèria a uns 650 km amunt del riu Níger al límit del curs navegable. És estació final de la branca del ferrocarril que connecta amb el Nigerian railway system. La major part del comerç local de la ciutat està en la melca, nyam, arròs, mill, peix, oli de palma, nous de karité, cacauet, i cotó. Arròs d'inundació es conrea comercialment tant pels agricultors de la rodalia i pel projecte del govern d'arròs irrigat a Loguma (15 km al nord-oest) i Badeggi, 55 quilòmetres al nord-oest.
Originalment un petit llogaret de població nupe, fou escollit pels britànics com a enllaç entre la navegació fluvial i la ferroviària; el seu banc sòlid, rar al baix Níger, podia ser utilitzat per a la càrrega d'embarcacions fluvials amb la collita de cotó del nord de Nigèria. Tot i que els 565 quilòmetres de la línia Baro-Kano es van completar el 1911, aquest servei ferroviari va ser eclipsat aviat per un ferrocarril construït més al nord, i la línia es va acabar deixant d'utilitzar. De juliol a març, però, Baro se segueix utilitzant com lloc per embarcar els cacauets i el cotó en vaixells aigües avall cap als ports del delta del Níger de Burutu (abans Forcados) i Warri.